# Беларусь на зимних Олимпийских играх 1998
Беларусь принимала участие в зимних Олимпийских играх 1998 года в Нагано (Япония) во второй раз за свою историю. Бронзовыми призёрами Игр стали фристайлист Дмитрий Дащинский и биатлонист Алексей Айдаров.

## 03!Бронза
- Фристайл, мужчины — Дмитрий Владимирович Дащинский.
- Биатлон, мужчины — Алексей Петрович Айдаров.

## Результаты соревнований

### Конькобежный спорт
Мужчины
| Спортсмен         | Дистанция | 1 забег   | 1 забег | 2 забег   | 2 забег | Результат | Место |
| Спортсмен         | Дистанция | Результат | Место   | Результат | Место   | Результат | Место |
| ----------------- | --------- | --------- | ------- | --------- | ------- | --------- | ----- |
| Виталий Новиченко | 5000 м    |           |         |           |         | 7.19,76   | 32    |

Женщины
| Спортсмен             | Дистанция | 1 забег   | 1 забег | 2 забег   | 2 забег | Результат | Место |
| Спортсмен             | Дистанция | Результат | Место   | Результат | Место   | Результат | Место |
| --------------------- | --------- | --------- | ------- | --------- | ------- | --------- | ----- |
| Анжелика Катюга       | 500 м     | 39,76     | 17      | 39,85     | 17      | 79,61     | 16    |
| Анжелика Катюга       | 1000 м    |           |         |           |         | 1.21,35   | 25    |
| Людмила Костюкевич    | 500 м     | 41,00     | 32      | 41,43     | 33      | 82,43     | 31    |
| Людмила Костюкевич    | 1000 м    |           |         |           |         | 1.22,58   | 34    |
| Светлана Чепельникова | 3000 м    |           |         |           |         | 4.36,97   | 29    |